# Domenico Ghirlandaio

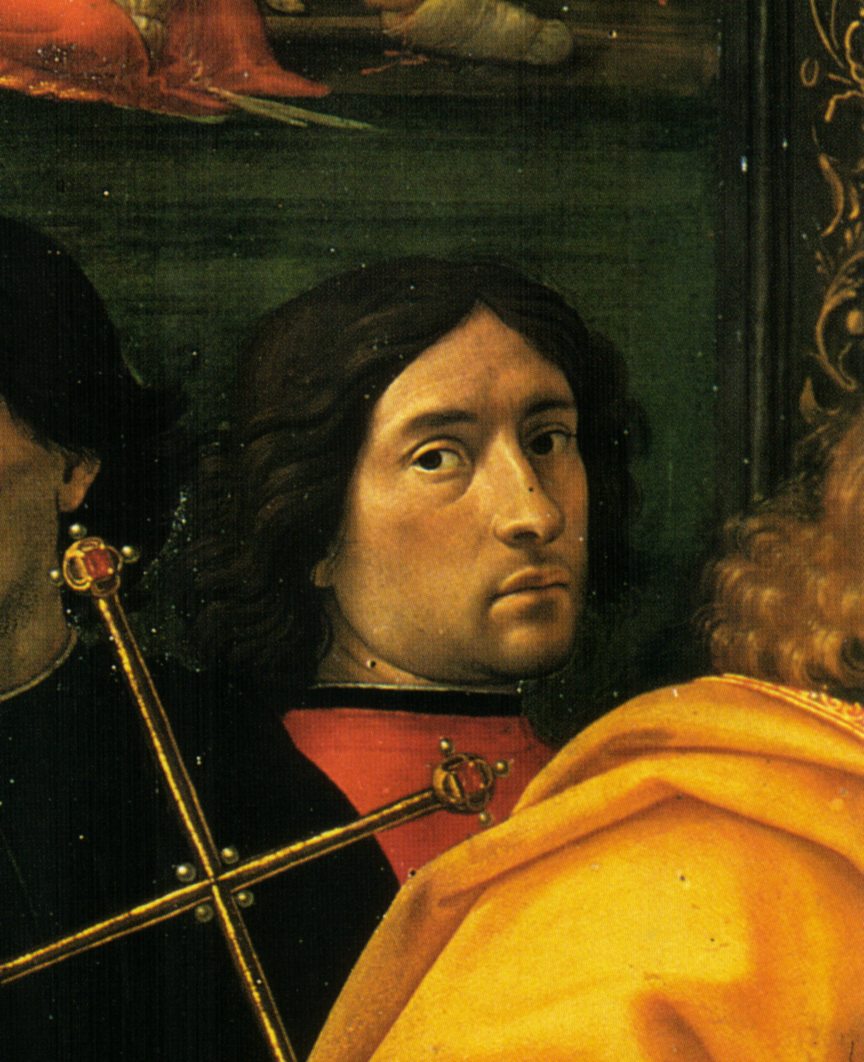
Autoretrat a l'Adoració dels Reis Mags, 1488, Ospedale degli Innocenti, Florència

Domenico Ghirlandaio (Florència, 1449 - Florència, 11 de gener de 1494) va ser un pintor florentí, considerat com un dels grans mestres del Renaixement italià.

## Formació
Nat Domenico di Tommaso Curradi di Doffo Bigordi, Curradi pel pare, Bigordi per l'avi, generalment se l'anomena Domenico Bigordi, tot i que hi ha autors que amb bon criteri l'anomenen amb el nom patern, Curradi. El malnom de Ghirlandaio ('fabricant de garlandes') va ser a conseqüència de l'activitat professional de son pare (o potser d'algun dels joves mestres del seu taller), que va ser joier del Ponte Vecchio i conegut creador de garlandes, les quals eren portades com a adorn sobre el front per les joves florentines, tot i que no se sap amb seguretat si en va ser ell l'inventor.
Domenico, el major de vuit germans, va treballar inicialment com a aprenent d'orfebre, probablement al taller del pare. Acostumat pel seu ofici al contacte amb els passants, hom creu que va convèncer Alessio Baldovinetti que se l'emportara com a ajudant de pintura i mosaic del seu taller. Va passar la seua joventut en un absolut anonimat, fins al punt que no se li coneix residència fixa ni tan sols a una edat tan tardana com els trenta-un anys. Tanmateix, els anys següents, entre 1480 i fins a la seua mort l'any 1494, a una edat relativament jove, van ser extraordinaris. Va esdevenir un pintor de gran fama i, contínuament ocupat, va produir una obra nombrosa i d'una qualitat excel·lent. Tanmateix, no se li coneix cap treball en els tres últims anys de la seua vida, és a dir, posteriorment a 1491.

## Les seves primeres obres a Florència

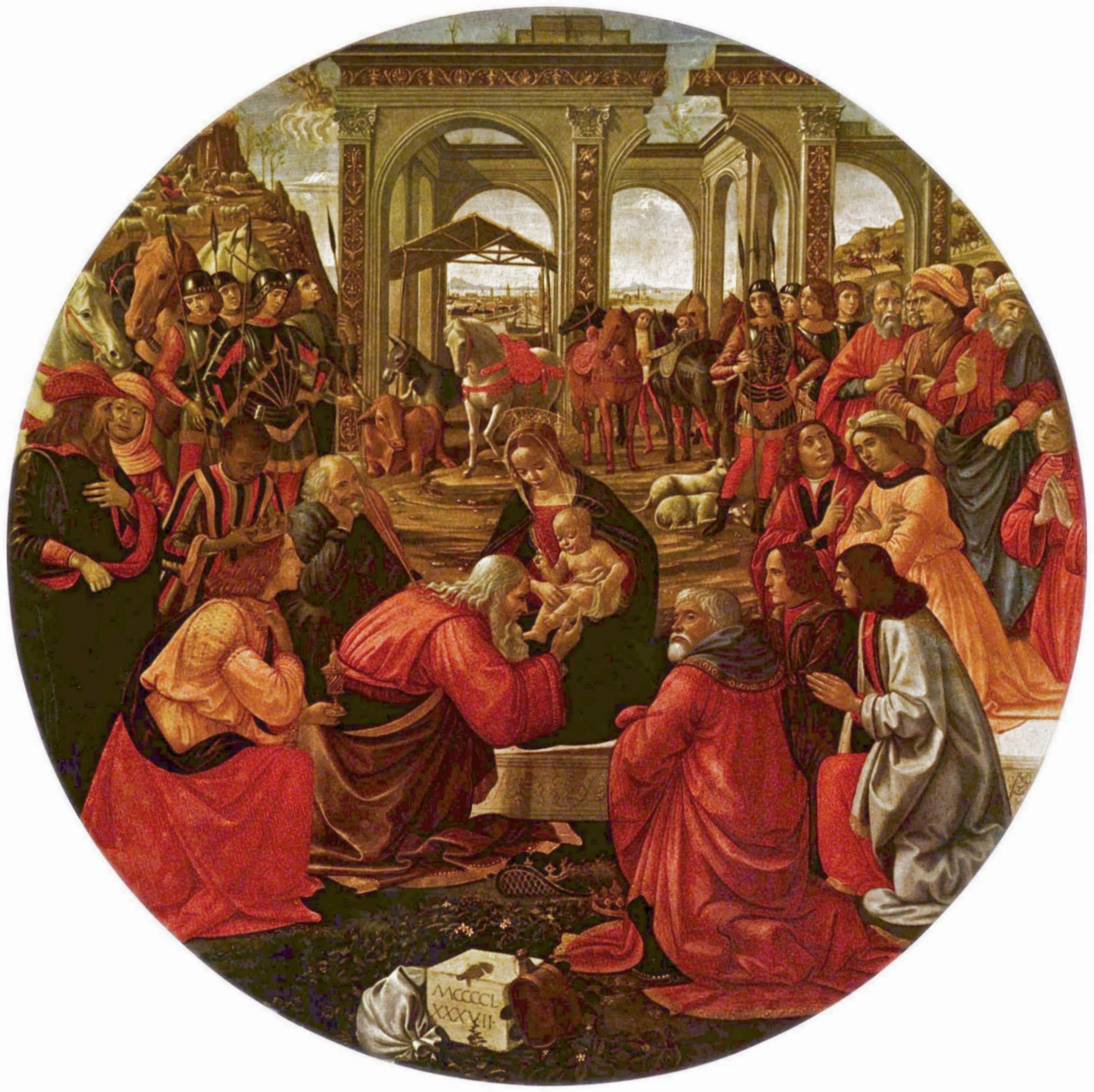
Adoració dels Reis Mags (1488)

L'any 1480, Ghirlandaio va pintar un Sant Jeroni i altres frescos a l'església d'Ognissanti, a Florència, incloent-hi un Últim Sopar a mida natural per al refectori. Del voltant de 1480, correspon també el fresc sobre l'Últim Sopar al refectori del convent de Sant Marc. Entre 1481 i 1485 va treballar en els frescos de la sala del Rellotge (també coneguda com la sala dels Lliris) del Palazzo Vecchio. Hi va pintar una Apoteosi de sant Zenobi, obra «metafísica», amb moltes estructures arquitectòniques, medallons amb herois de l'antiga Roma i altres detalls interessants que creen una perspectiva sorprenent de gran dignitat arquitectònica.

## El treball a Roma i San Gimignano
Mentre es trobava ocupat a Florència, va ser convocat a Roma pel papa Sixt IV per a pintar la capella Sixtina, on va arribar l'any 1483. A la Sixtina va executar, probablement abans de 1484, el fresc amb Crist nomenant Pere i Andreu com a apòstols seus, obra d'excel·lent factura i molt interessant per la seua metòdica definició, la qual, això no obstant, pateix d'un pobre colorit. El paisatge del fons, en particular, és clarament superior a qualsevol altre que es puga trobar entre les obres de la capella Brancacci, fets per Masaccio i els seus col·laboradors, i que per cert van ser atentament estudiats per Ghirlandaio. Durant la seua estada a Roma va fer altres treballs, malauradament perduts.
Abans de 1485, va fer els frescos de la capella de Santa Fina (que això no obstant poden datar-se a l'entorn de 1475), a la ciutat toscana de San Gimignano. La mateixa poesia que porta a les més extremes conseqüències els ensenyaments de Masaccio hi ateny fites insuperables, sobretot en l'escena de la santa moribunda i en la del seu funeral, mentre que poden considerar-se gairebé obres accessòries les escenes que representen els miracles de la santa. Sebastiano Mainardi va col·laborar amb ell tant a Roma com a San Gimignano, i quedà tan satisfet el Ghirlandaio del seu treball que li va permetre que es casara amb la seua germana.

## Retorn i fama a Florència

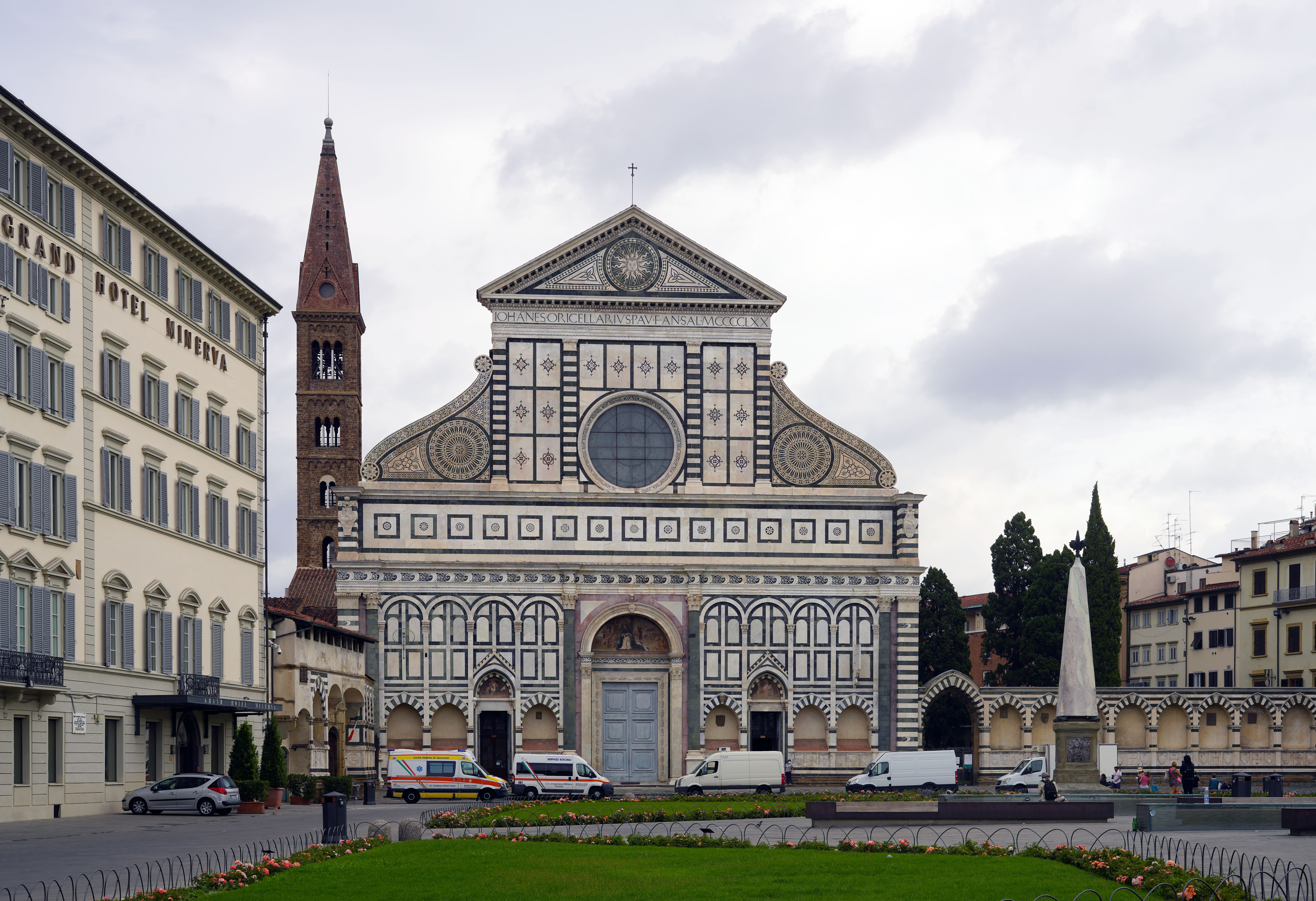
Santa Maria Novella

Va tornar a Florència i va emprendre diverses obres a l'església de Santa Trinita i a l'església de Santa Maria Novella, que confirmarien la seua fama. Els frescos de la capella Sassetti a Santa Trinita són sis episodis de la vida de sant Francesc junt amb alguns temes clàssics, datats el 1485. Els tres episodis principals són: Sant Francesc rebent del papa Honori III l'aprovació de la regla del seu orde, La seua mort i exèquies i la resurrecció per intercessió del sant d'un infant de la família Spini, que hi havia mort en caure des d'una finestra. Al primer treball, hi ha un retrat de Llorenç el Magnífic i en el tercer un autoretrat del pintor, que introduiria també en una de les obres per a Santa Maria Novella i en l'Adoració dels Reis Mags de l'Hospital dels Innocents. El retaule de la capella Sassetti, L'Adoració dels pastors, es conserva avui dia a la Galeria de l'Acadèmia de Florència. Immediatament després d'haver acabat aquesta obra, se li va sol·licitar que renovara els frescos del cor de Santa Maria Novella. Aquest cor era part de la capella de la família Ricci, però les famílies Tomabuoni i Tornaquinci, ara molt més riques que aquesta, es van fer càrrec dels costos de la restauració amb algunes condicions, com ara l'obligació de conservar-hi els escuts dels Ricci, la qual cosa va donar lloc a una sèrie d'incidents. Aquests frescos, als quals van contribuir diversos ajudants, estan disposats en quatre cicles al llarg dels murs i tenen com a tema les vides de la Mare de Déu i de Joan el Baptista. Afegit al seu interès artístic, aquestes obres són particularment interessants pels nombrosos retrats de gran valor històric intrínsec i també pel seu valor tècnic per l'especial habilitat de Ghirlandaio amb el retrat.
Hi ha almenys vint-i-un retrats de membres de la família Tornabuoni i Tornaquinci; en l'Àngel que s'apareix a Zacaries hi ha els retrats de Poliziano, Marsilio Ficino i d'altres; en l'Anunciació d'Anna i Isabel s'hi pot reconèixer la bella Ginebra de Benci; en la Captura de Joaquim al temple hi apareixen retratats Mainardi i Baldovinetti (o potser l'última figura siga el pare del Ghirlandaio).
S'ha relacionat amb aquests frescos el retrat de Giovanna Tornabuoni (1488), del Museu Thyssen-Bornemisza de Madrid.
La capella Ricci va ser reoberta i acabada l'any 1490; la taula de l'altar, ara retirada de la capella, va ser probablement pintada per Ghirlandaio amb l'ajut dels seus germans David i Benet, també pintors, tot i que de qualitat inferior. Altres treballs notables són el retaule al tremp amb la Mare de Déu adorada pels sants Zenobi, Just i d'altres, pintada a l'església de Sant Just, però ara conservada a la Galeria dels Uffizi, el Crist en la glòria amb Romuald i altres sants de l'abadia de Volterra, l'Adoració dels Reis Mags de 1488 a l'església dels Innocents (possiblement la seua millor creació) i finalment la Visitació conservada al Museu del Louvre, i que és probablement la seua última obra, de 1491.
Ghirlandaio no es va dedicar massa al nu; una de les obres d'aquest tipus, el Vulcà i els seus ajudants que forgen els llamps, va ser pintat per al Spedaletto, però (com tantes d'altres citades per Vasari) es troba actualment perduda. Dos dels seus retrats es conserven a la National Gallery de Londres. Hi ha també alguns mosaics produïts abans de 1491, dels quals el més cèlebre és l'Anunciació exposada sobre una de les entrades de la catedral de Florència.

## Darrers anys
Domenico Ghirlandaio va morir de pesta l'11 de gener de 1494, i va ser sepultat a l'església de Santa Maria Novella. Al llarg de la seua vida, es va casar dues vegades i va deixar sis fills, dels quals tres barons i tres femelles. Va tenir una llarga i honorable línia de descendència, que va arribar fins al segle xvii, quan l'últim membre del seu llinatge va abraçar la vida monàstica. És probable que Domenico morira en la pobresa, i totes les dades que es coneixen de la seua vida semblen indicar que va ser un home gentil, honorable, conscienciós i de notable diligència.

## Consideracions sobre la seva pintura

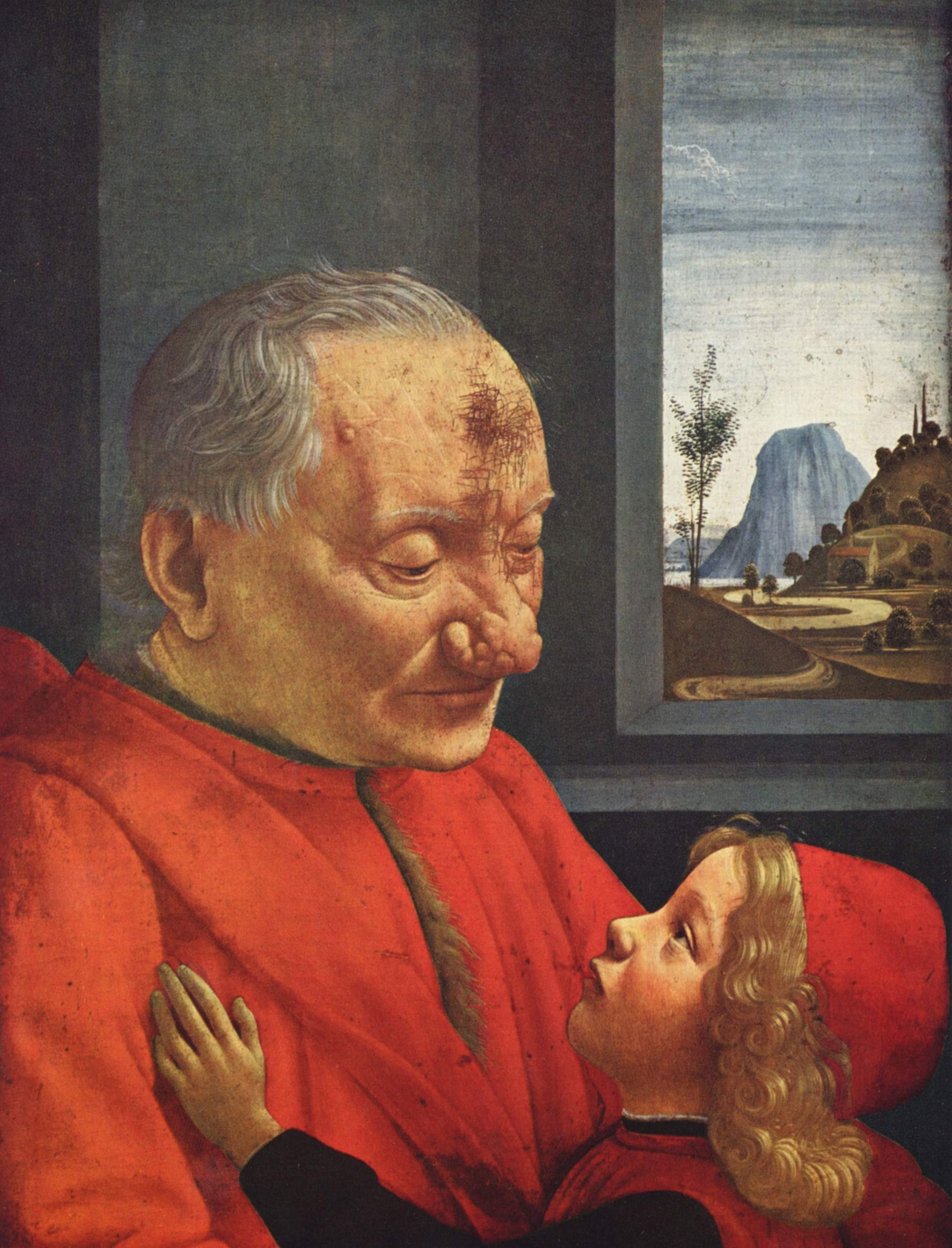
Vell amb el seu net, Museu del Louvre de París

És un retrat inscrit a l'escola florentina del Quattrocento amb una tècnica de la perspectiva molt elaborada i un excel·lent esquema compositiu. La finestra oberta i el paisatge de fons és un recurs habitual en els pintors de l'escola florentina.
El valor artístic del Ghirlandaio pot considerar-se superior al de tots els seus precursors i contemporanis, conformant junt amb Giotto, Masaccio, Filippo Lippi i Botticelli l'elenc dels més grans pintors italians del Renaixement. El seu esquema compositiu és grandiós i decoratiu, el seu clarobscur excel·lent, i en particular la seua tècnica de la perspectiva és molt elaborada. L'ús dels colors és més discutible, sobretot en els quadres al tremp, que apareixen sovint massa brillants, i millora molt en els frescos. Va conrear exclusivament aquestes dues tècniques, i no mai la pintura a l'oli.
Una certa duresa dels contorns, semblant a la dels personatges de les escultures de bronze, podria indicar un formació inicial en el camp d'aquest tipus d'escultures. Va ser el primer a introduir en l'art florentí la mescla d'art sacre i profà que ja es practicava prèviament a Siena. Els seus dibuixos de les figures de Crist, la Mare de Déu i els àngels no són els de més alt nivell; un defecte en els seus dibuixos que se sol ressaltar sovint és l'excessiva finesa de les mans i peus. Ghirlandaio va ser un mestre no mai satisfet, i va expressar una vegada el desig de tenir tots els llenços de muralla de Florència per a cobrir-los de pintures. Deia als seus assistents al taller que no rebutjaren cap encàrrec que els oferiren, tot i que fóra per a decorar un armari de senyora, i fins i tot va arribar a executar personalment treballs d'aquest tipus, malgrat el descontentament dels seus aprenents. Malgrat l'èxit, no va ser una persona àvida de diners, com ho prova l'anècdota de la rapidesa amb què va renunciar a un contracte extra referent als frescos de la capella Ricci, ofert pel ric Tornabuoni.
Segons Vasari, Ghirlandaio va ser el primer a eliminar de les seues pintures l'ús dels daurats, estimant-se més la representació realista dels objectes que solien representar-se amb daurats. Tot i això, s'hi poden assenyalar algunes importants excepcions, com ara el lluminós paisatge de l'Adoració dels Reis Mags, exposat avui dia a l'Acadèmia de Florència, en què va usar or.
Molts dels seus dibuixos i estudis són de notable vigor gràfic i poden contemplar-se a la Galeria dels Uffici. Un dels grans mèrits del Ghirlandaio és el d'haver iniciat en l'art Miquel Àngel, el qual, això no obstant, no va romandre massa temps al seu taller.